# Albeck (Kärnten)
Albeck ist eine Gemeinde mit 975 Einwohnern (Stand 1. Jänner 2024) im Bezirk Feldkirchen in Österreich, im Bundesland Kärnten.

## Geographie

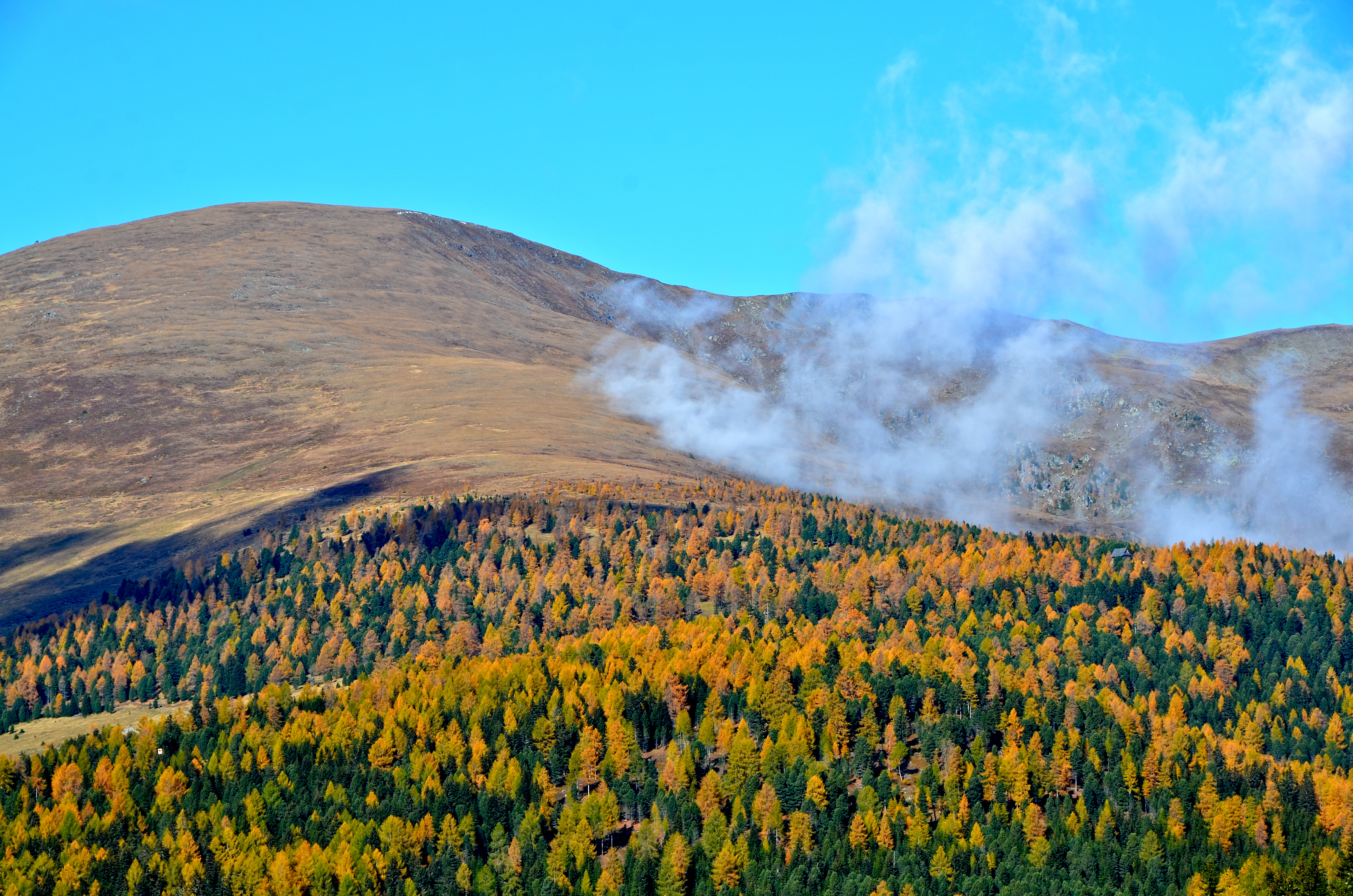
Großer Speikkofel

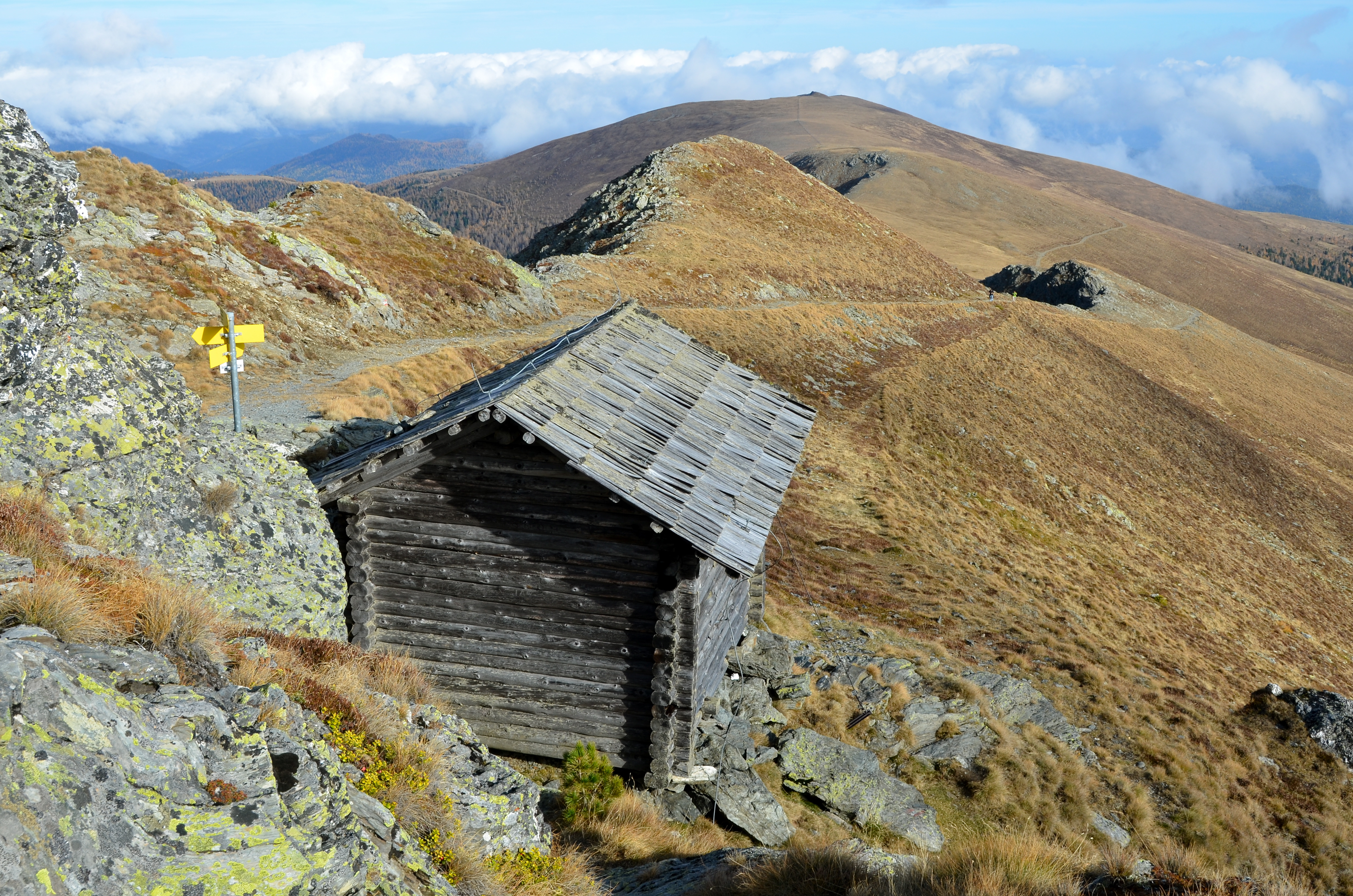
Lattersteig Schutzhütte – im Hintergrund die Haidner Höhe

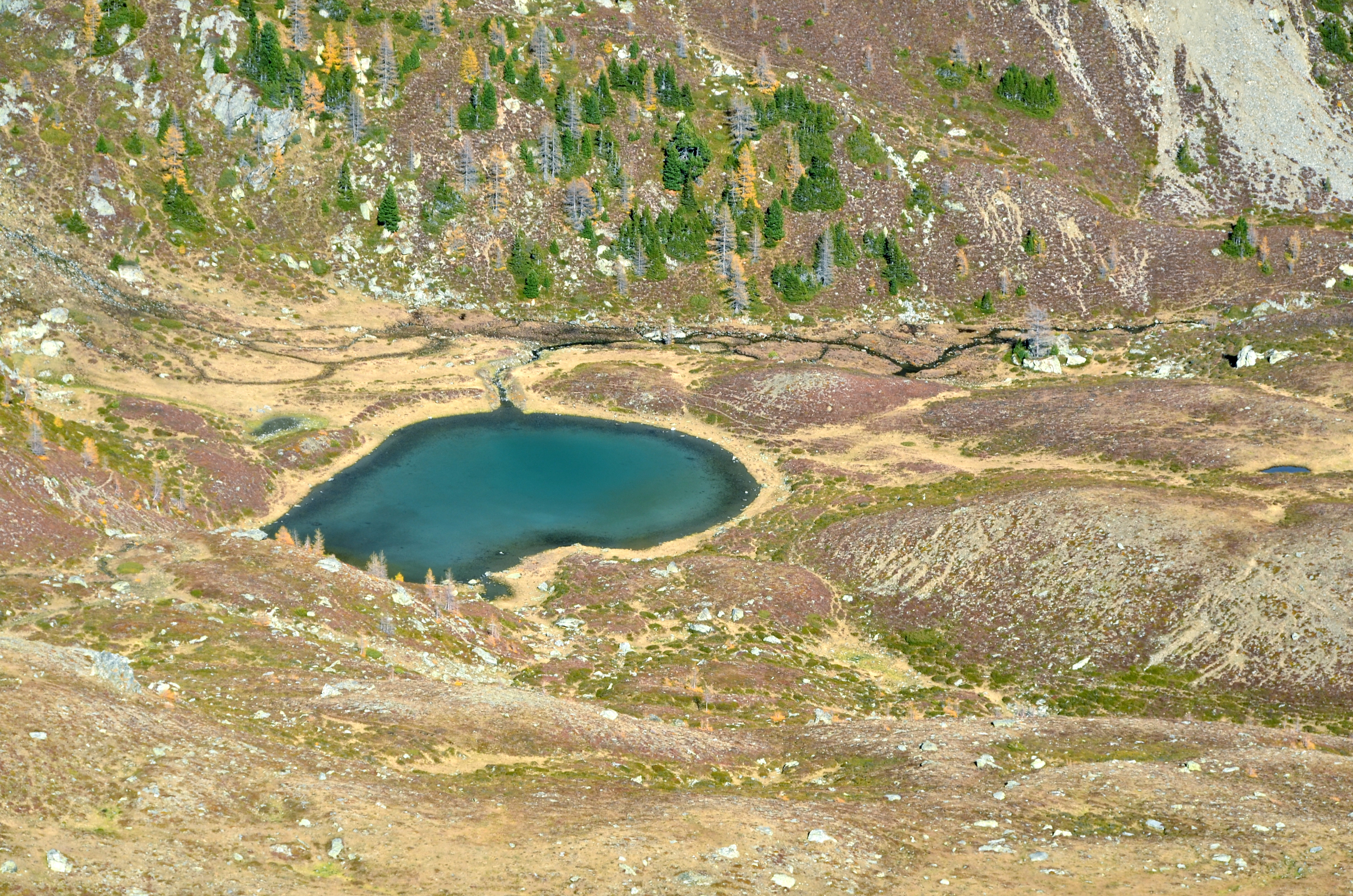
Gurksee mit Gurkursprung

Der Kernraum der Gemeinde Albeck liegt im Sirnitzbachtal, einem Seitental des Gurktals in den Gurktaler Alpen, östlich bis südöstlich der Nockberge. Das Gemeindegebiet liegt in einer Seehöhe zwischen 790 und 2341 m (Straßburger Spitz (), einer der Gipfel des Wintertalernock). Hauptort der Gemeinde ist Sirnitz.

### Gemeindegliederung
Albeck ist in die vier Katastralgemeinden Albeck, Großreichenau, St. Leonhard und Sirnitz gegliedert, die insgesamt 32 Ortschaften umfassen (in Klammern Einwohnerzahl Stand 1. Jänner 2024):
| KG Albeck                      | KG Großreichenau         | KG St. Leonhard          | KG Sirnitz       |
| ------------------------------ | ------------------------ | ------------------------ | ---------------- |
| Albeck Obere Schattseite (19)  | Hochrindl (49)           | Benesirnitz (86)         | Egarn (13)       |
| Albeck Untere Schattseite (22) | Hochrindl-Alpl (22)      | Grillenberg (62)         | Frankenberg (27) |
| Leßnitz (3)                    | Hochrindl-Kegel (55)     | Hofern (31)              | Kalsberg (46)    |
| Neualbeck (14)                 | Hochrindl-Tatermann (17) | Holzern (1)              | Oberdörfl (27)   |
|                                | Kruckenalm (0)           | Kogl (10)                | Obereggen (4)    |
|                                | Lamm (13)                | Sirnitz-Schattseite (27) | Sirnitz (298)    |
|                                | Sirnitz-Sonnseite (7)    |                          | Spitzwiesen (20) |
|                                | Sirnitz-Winkl (18)       |                          | Untereggen (14)  |
|                                | St. Ruprecht (26)        |                          | Wippa (9)        |
|                                | Seebachern (0)           |                          |                  |
|                                | Stron (21)               |                          |                  |
|                                | Unterdörfl (14)          |                          |                  |
|                                | Weitental (0)            |                          |                  |

### Nachbargemeinden
|           | Stadl-Predlitz (St)                         | Deutsch-Griffen        |
| Reichenau | Kompassrose, die auf Nachbargemeinden zeigt | Weitensfeld im Gurktal |
| Gnesau    |                                             | Steuerberg             |

## Geschichte
Die Besiedlung des Gemeindegebietes dürfte in das 10. Jahrhundert zurückreichen. Sirnitz wurde 1157 (als Sironitz), die Burg Albeck 1155 erstmals urkundlich erwähnt. Burgherr Rudolf von Albeck vermachte die Burg der Gurker Kirche, da sein Sohn dort Bischof war. Der kirchliche Besitz ist heute noch sehr ausgedehnt. Die Burg verfiel im ausgehenden 17. Jahrhundert, die Steine wurden Anfang des 18. Jahrhunderts zur Errichtung des Schlosses Neu-Albeck verwendet, das fortan den bischöflichen Pflegern als Amtssitz diente. 1850 wurde das Pflegegericht geschlossen und die Gemeinde Albeck errichtet.
Auf dem heutigen Gemeindegebiet wurde im 18. Jahrhundert zeitweise Bergbau betrieben. 1731 ließ der Bischof von Gurk auf dem Lattersteig im Landgericht Albeck nach Gold und Silber schürfen, mit welchem Erfolg ist allerdings nicht bekannt. 1738 erfuhr die Berghoheit Salzburgs eine neuerliche Einschränkung, indem mit Verordnung der Hofkammer vom 11. Juni dem Erzbischof die Berggerichtsbarkeit in der Stadt und im Burgfried von Friesach aberkannt wurde.

### Bevölkerungsentwicklung
Laut Volkszählung 2001 hatte Albeck 1118 Einwohner, 96,7 % davon besaßen die österreichische Staatsbürgerschaft. 82,2 % der Bevölkerung bekannten sich zur römisch-katholischen und 12,3 % zur evangelischen Kirche, 3,9 % waren ohne religiöses Bekenntnis.

## Kultur und Sehenswürdigkeiten

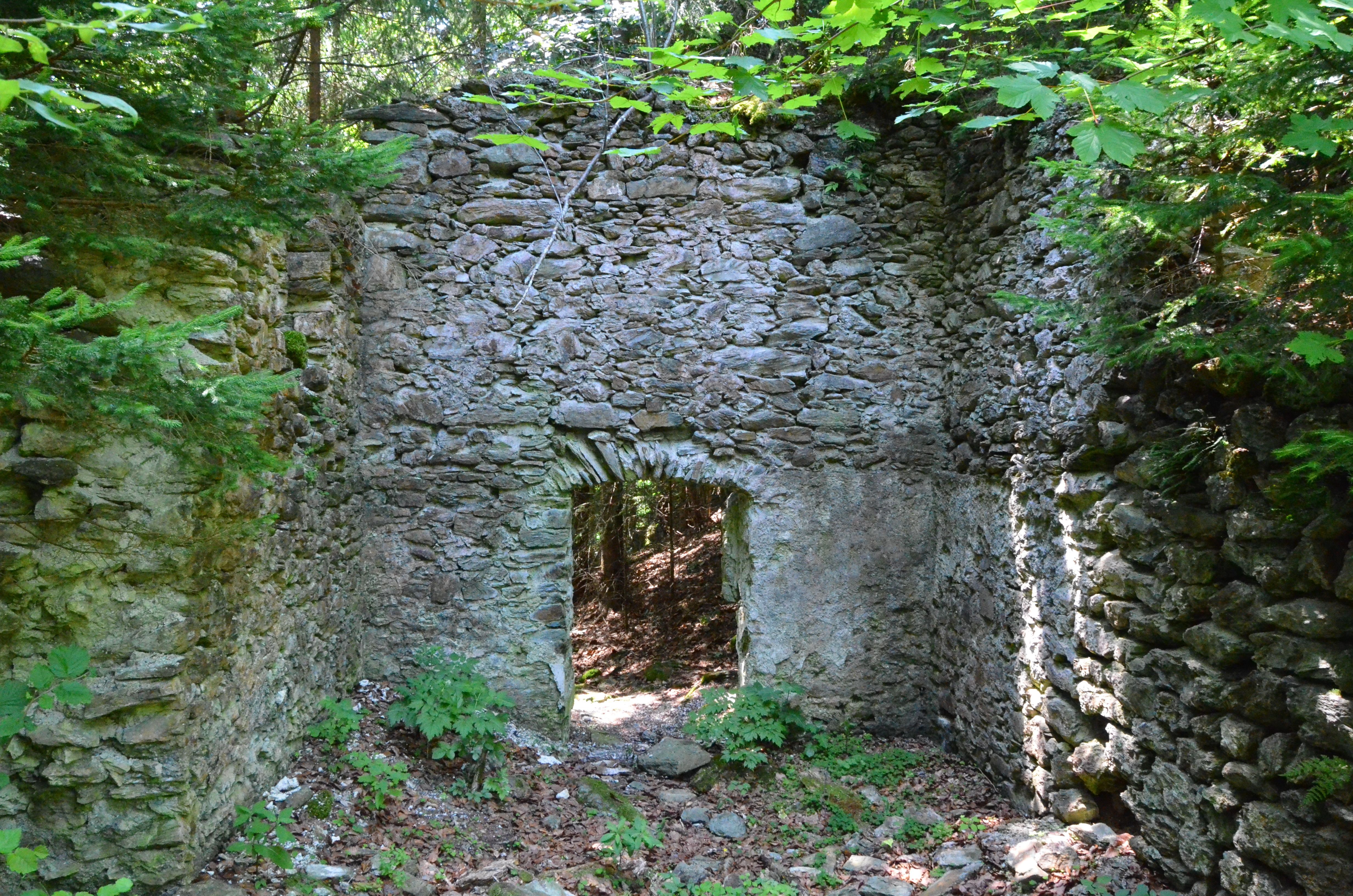
Burgruine Alt-Albeck

Bekannt ist Albeck unter anderem durch das Schloss Albeck, einen spätbarocken Gutshof, der bis 1848 die Gerichtsbarkeit über das gesamte obere Gurktal hatte. Im Hauptort Sirnitz gibt es eine spätgotische Pfarrkirche mit barockem Karner und Aufbahrungshaus.

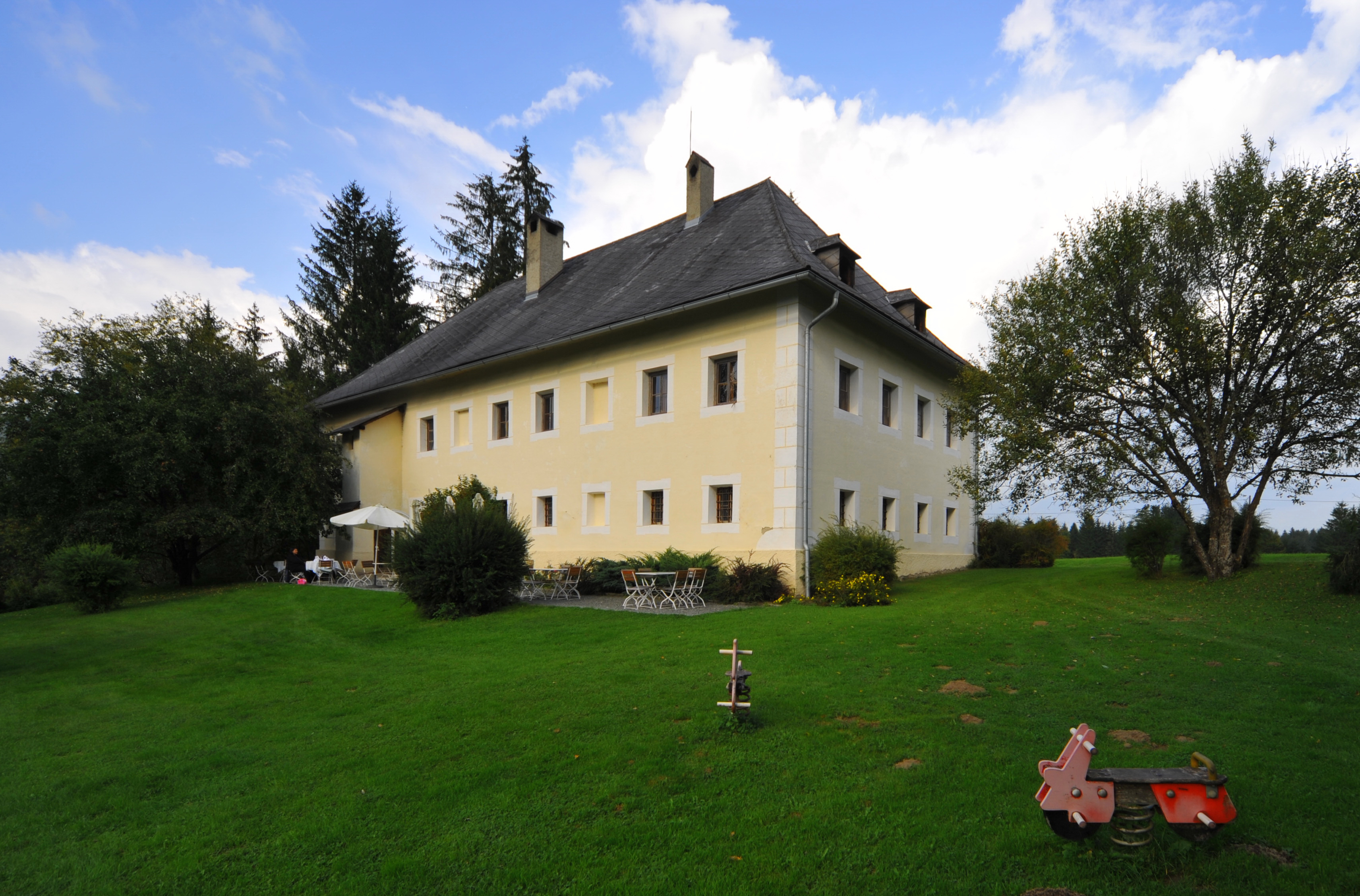
Schloss Albeck
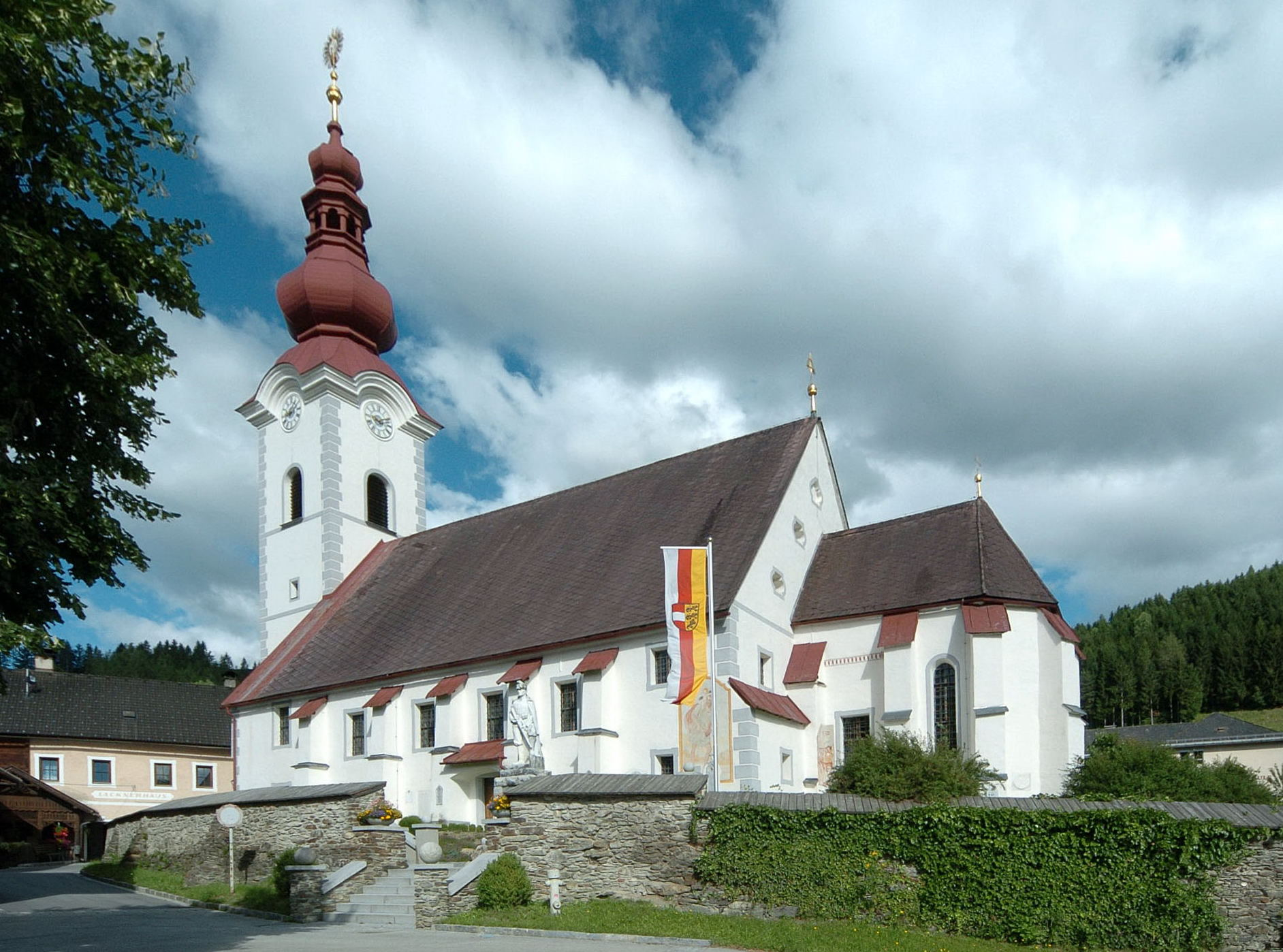
Katholische Pfarrkirche Sirnitz
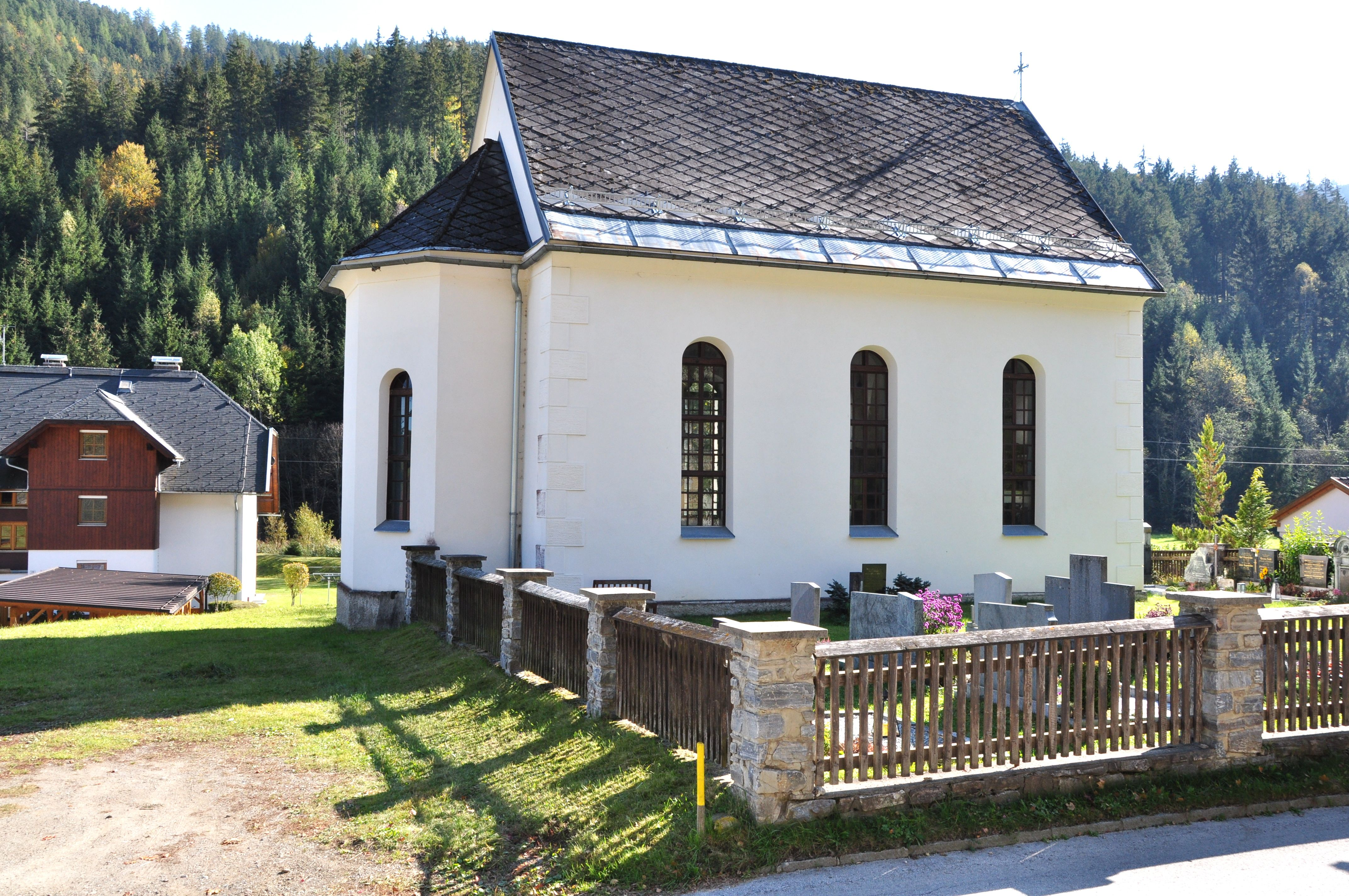
Evangelische Kirche Sirnitz
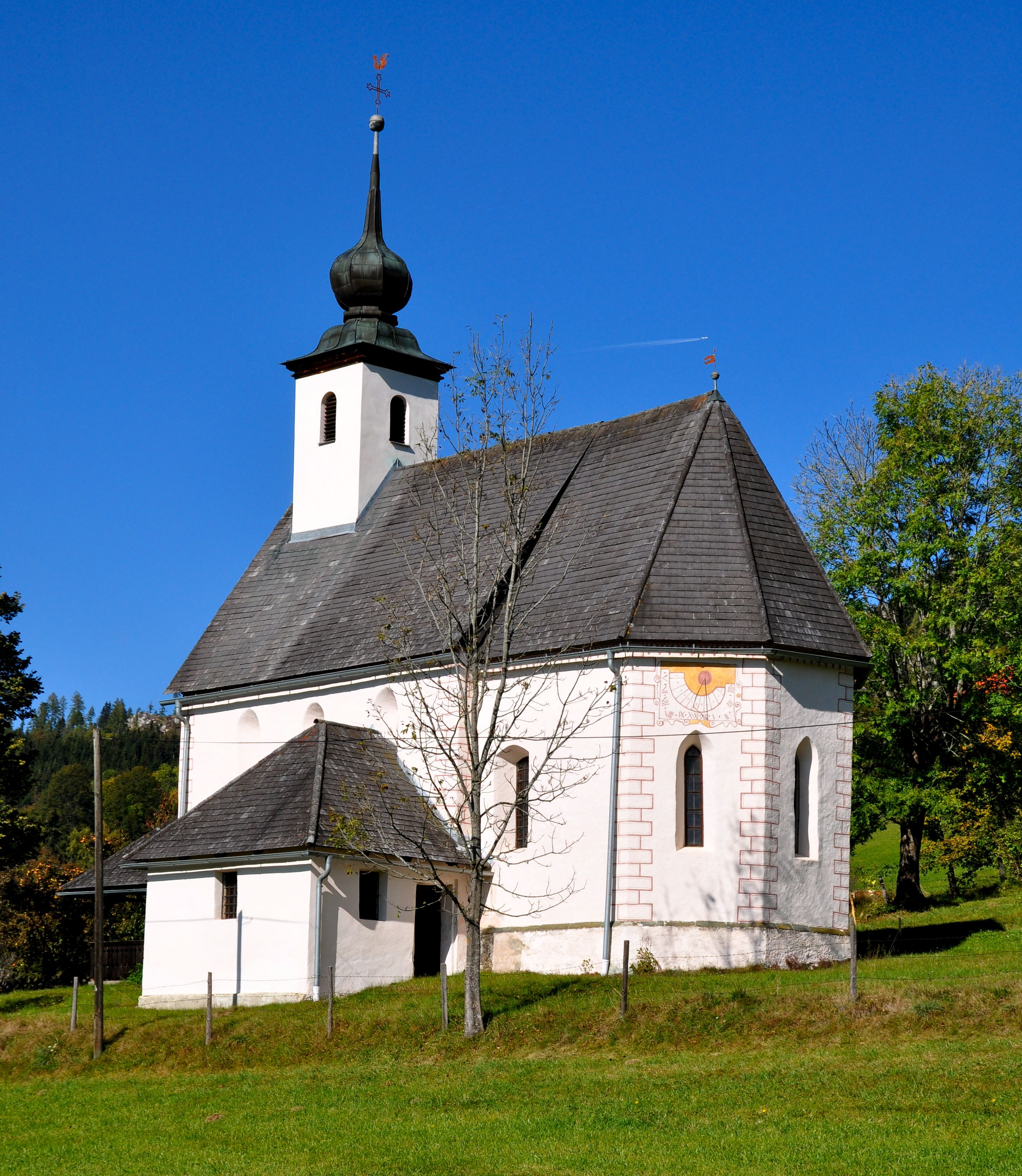
Filialkirche St. Ruprecht ob Sirnitz
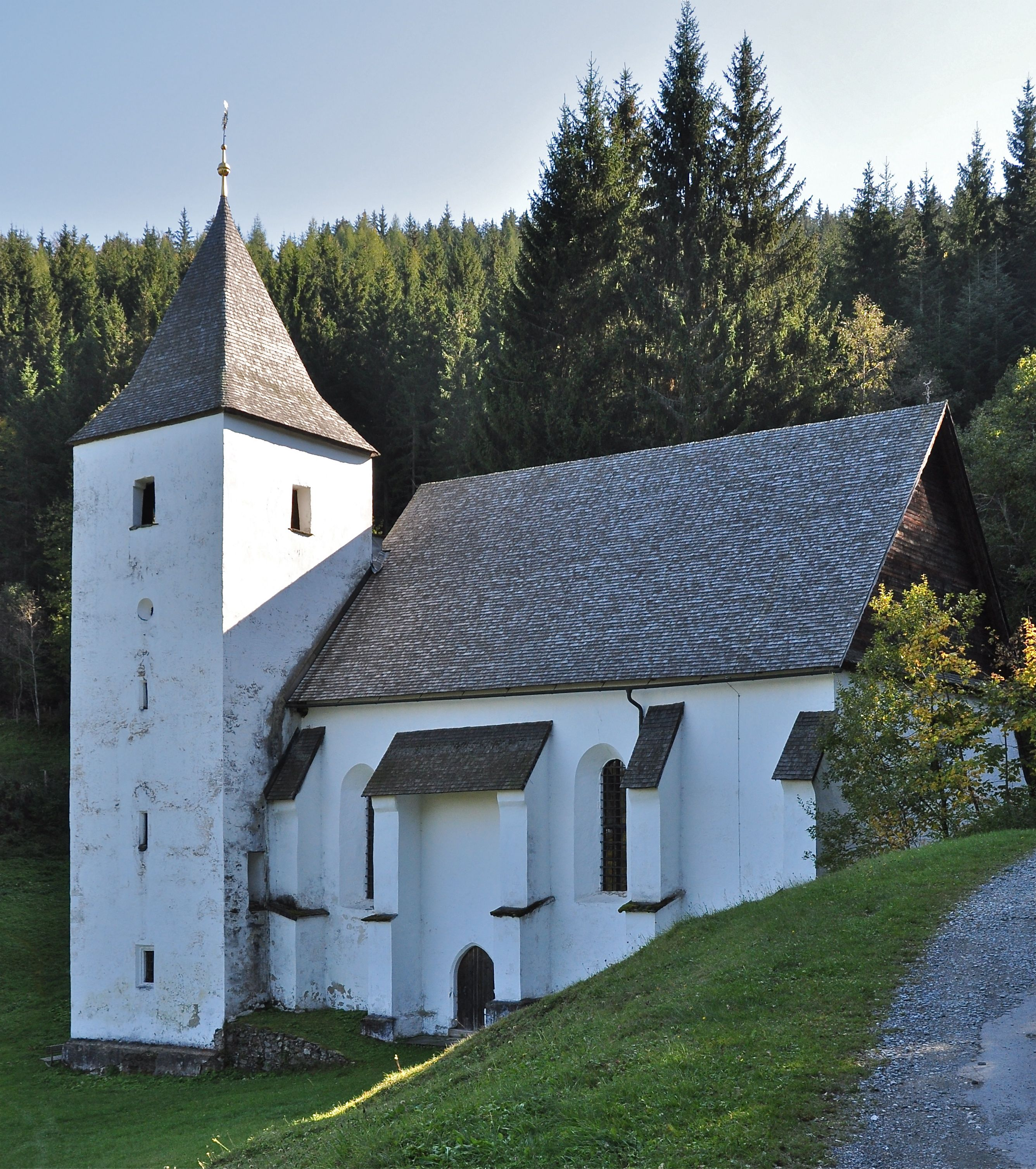
Filialkirche St. Leonhard im Bade
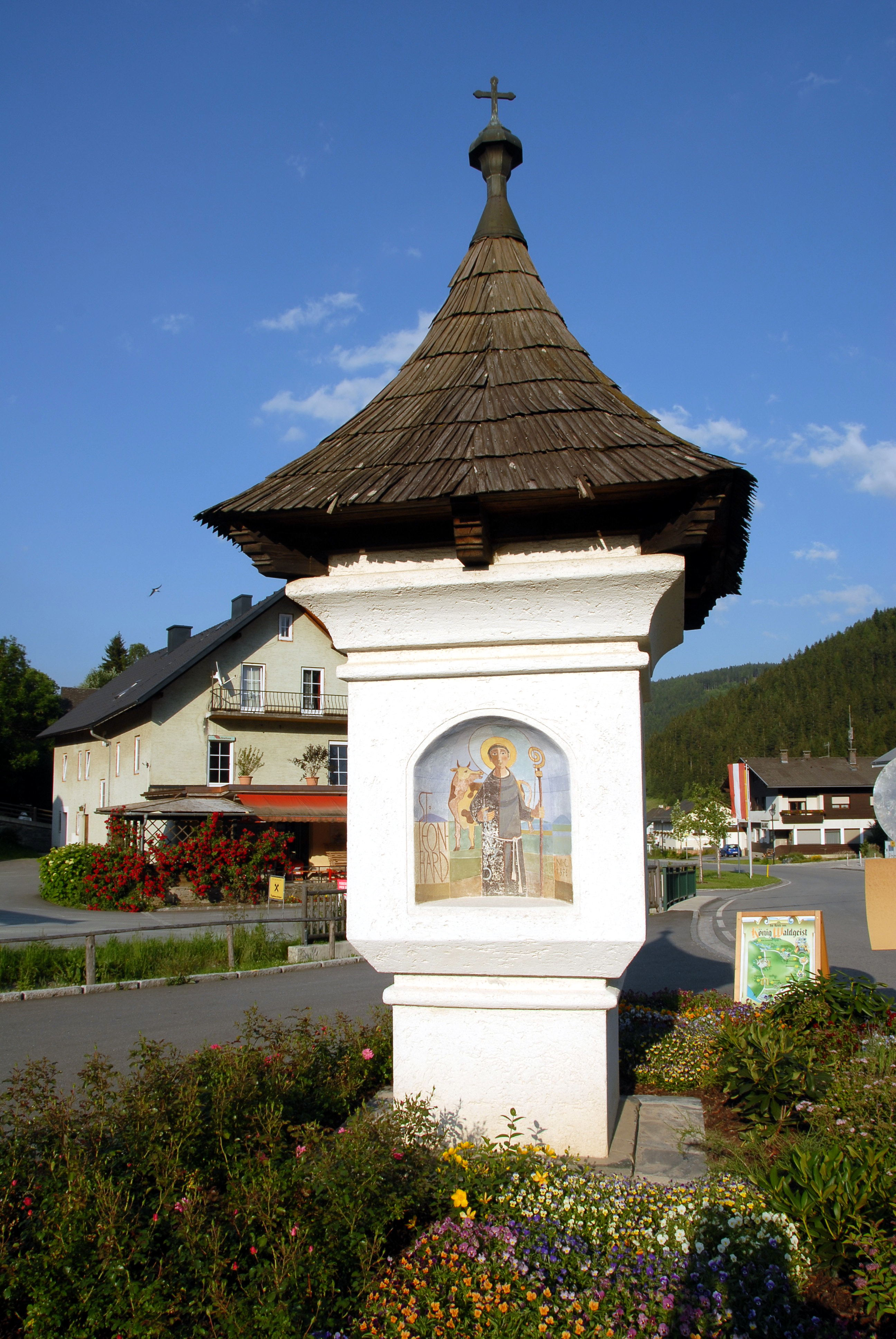
Bildstock in Sirnitz
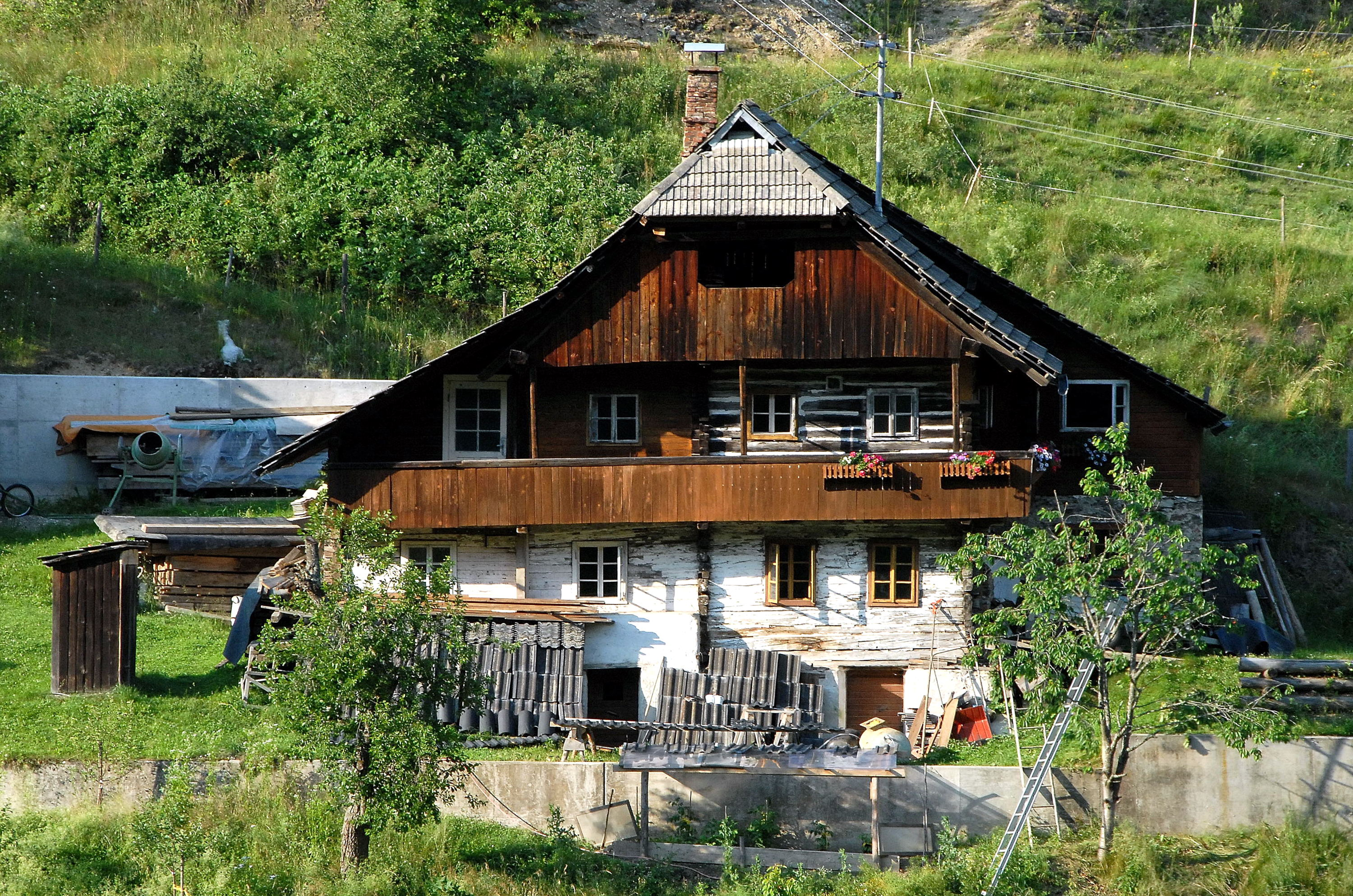
Altes Bauernholzhaus

### Naturschutzgebiet (NSG) „Gurkursprung“
Zusammen mit der Gemeinde Reichenau teilt sich Albeck das 1.507,1 ha Fläche umfassende Naturschutzgebiet um den Gurkursprung und repräsentiert somit das kärntenweit viertgrößte NSG. In Albeck ist es der nordwestlichste Zipfel des Gemeindegebietes, im Norden begrenzt durch Kalteben und im Westen durch den Bergkamm von der Lattersteighöhe über die Bretthöhe und den Torer bis zum Großen Speikkofel. Neuwirtalm und Michelealm begrenzen im Südosten das Gebiet rund um Gurksee und Torersee, die Schafferalm mit eingeschlossen.
Durchzogen bzw. gerahmt wird das Gebiet lediglich von Wanderwegen wie dem Lattersteig (Nr. 156) und den anderen markierten Wegen mit den Nummern 109, 153, 155 sowie 157.
Zwei kleine, glazial angelegte Karseen bilden den Ursprung der Gurk im Zentralbereich der Gurktaler Alpen. Herzstücke des Naturschutzgebietes sind der Gurksee und der Torersee. Die beiden Hochgebirgsseen und ihre Umgebung zeichnen sich durch ihre Naturbelassenheit und ihre landschaftliche Schönheit aus. Eine Besonderheit ist der Mornellregenpfeifer. Dieser seltene Vogel findet in der tundrenartigen Landschaft ideale Brutplätze.

## Wirtschaft und Infrastruktur
In der ländlichen Gemeinde überwiegen Land- und Forstwirtschaft, der Tourismus gewinnt langsam an Bedeutung. In Ermangelung ortsansässiger Betriebe sind viele Bewohner Auspendler.

### Wirtschaftssektoren
Die folgende Tabelle zeigt die Entwicklung der Anzahl der Betriebe und der Beschäftigten in den Wirtschaftssektoren:
| Wirtschaftssektor            | Anzahl Betriebe | Anzahl Betriebe | Anzahl Betriebe | Erwerbstätige | Erwerbstätige | Erwerbstätige |
| Wirtschaftssektor            | 2021            | 2011            | 2001            | 2021          | 2011          | 2001          |
| ---------------------------- | --------------- | --------------- | --------------- | ------------- | ------------- | ------------- |
| Land- und Forstwirtschaft 1) | 56              | 90              | 94              | 69            | 77            | 47            |
| Produktion                   | 10              | 7               | 6               | 32            | 18            | 9             |
| Dienstleistung               | 54              | 40              | 35              | 151           | 161           | 98            |

1) Betriebe mit Fläche in den Jahren 2010 und 1999, Arbeitsstätten im Jahr 2021

### Verkehr
Durch Albeck verläuft die Gurktalstraße B 93. Die Postbus-Linie 5208 stellt werktags eine Verbindung in die Bezirkshauptstadt Feldkirchen her, wo sich auch der nächstgelegene Bahnhof befindet.

### Vereine und Organisationen
- SGA Sirnitz (Sektionen Fußball und Ski)
- Gemischter Chor Sirnitz
- Trachtenkapelle Sirnitz[11]
- Jagdhornbläserrunde „Diana“ Sirnitz
- Mühlenverein
- Freiwillige Feuerwehr
- Kameradschaftsbund

## Politik

### Gemeinderat
Der Gemeinderat hatte bis 2021 15 und seither 11 Mitglieder.
- Mit den Gemeinderats- und Bürgermeisterwahlen in Kärnten 2003 hatte der Gemeinderat folgende Verteilung: 6 ÖVP, 5 FPÖ, und 4 SPÖ.[12]
- Mit den Gemeinderats- und Bürgermeisterwahlen in Kärnten 2009 hatte der Gemeinderat folgende Verteilung: 7 BZÖ, 5 ÖVP, 2 SPÖ, und 1 FPÖ.[13]
- Mit den Gemeinderats- und Bürgermeisterwahlen in Kärnten 2015 hatte der Gemeinderat folgende Verteilung: 7 FPÖ, 6 ÖVP, und 2 SPÖ.[14]
- Mit den Gemeinderats- und Bürgermeisterwahlen in Kärnten 2021 hat der Gemeinderat folgende Verteilung: 5 FPÖ, 4 ÖVP, und 2 SPÖ.[15]

### Bürgermeister
- 1973–1999 Georg Wurmitzer (ÖVP)
- 1999–2009 Alois Mödritscher (ÖVP)
- 2009–2015 Siegfried Unterweger (BZÖ) / (FPK)
- 2015–2021 Anna Zarre (ÖVP)[16]
- seit 2021 Wilfrid Mödritscher (ÖVP)[17]

### Wappen
Die Blasonierung des Albecker Gemeindewappens lautet:
„Dreiecksschild, Gespalten, vorn rot, hinten zu vier Reihen schwarz-silbern gefeht.“
Wappenerklärung: Das Wappen, das der Gemeinde am 8. August 1960 verliehen wurde, nimmt auf die Albecker Burg Bezug. Von den ältesten urkundlich von 1155 bis 1191 bezeugten Besitzern, den Edelfreien von Albeck, ist kein Wappen dokumentiert, so dass man auf das Wappen der Ritter bzw. späteren Herren von Albeck zurückgriff, die die Burg als Lehen des Bistums Gurk innehatten. Deren ältestes erhaltenes Siegel ist das von Otto von Albeck an einer Urkunde vom 23. Mai 1260. Der hintere Teil des Wappens zeigt heraldisches Feh (das (Bauch-)Fell des russischen grauen Eichhörnchens).
Die Gemeindeflagge ist Rot-Weiß-Schwarz mit eingearbeitetem Wappen.

### Gemeindepartnerschaften
Albeck ist partnerschaftlich verbunden mit:
- Langenau in Baden-Württemberg, Deutschland
- Fiume Veneto in der Region Friaul-Julisch Venetien Italien

## Persönlichkeiten

### Söhne und Töchter der Gemeinde
- Reinhold Huber (1904–1984),  Landwirt und Politiker (FPÖ)
- Alois Huber (1929–2007), in Stron geborener Politiker (FPÖ) und Landwirt
- Georg Wurmitzer (* 1943), ehemaliger österreichischer Politiker (ÖVP) und Landesrat a. D.
- Achill Rumpold (1974–2018),  Politiker (ÖVP)

### Mit der Gemeinde verbundene Persönlichkeiten
- Martin Hinteregger (* 1992), österreichischer Fußball-Nationalspieler
- Elisabeth Sickl (* 1940 in Wien) ehemalige österreichische Politikerin (FPÖ) und Bundesministerin
- Kriemhild Trattnig (* 1937), Politikerin (FPÖ)